# Omar Rodriguez Calvo
Omar Rodriguez Calvo est un contrebassiste de jazz cubain.

## Début et carrière
Omar Rodriguez Calvo a reçu une éducation musicale dès 1984 quand il était enfant dans sa ville natale. Il jouait déjà dans un groupe avec Ramón Valle et le batteur Ernesto Simpson. Entre 1988 et 1994, il a étudié la contrebasse, la basse électrique, la musique classique et populaire et le jazz à La Havane.
A l'âge de 17 ans, il commence à jouer avec Argelia Fragoso, puis avec Carlos Maza et depuis 1992 dans le Ramón Valle Trio. En 1994, il s'installe à Hambourg. De là, il a travaillé avec des artistes comme Joe Gallardo (Bleu Latino), Nils Landgren, Julio Barreto, Horacio "El Negro" Hernández, Perico , Roy Hargrove, Mike Stern, Leon Gurvitch, Gerardo Núñez, Chano Domínguez, Ulf Wakenius, Orange Blue, Wolf Kerschek, Anette Maiburg, Diego Piñera, la formation Classica Cubana et le hr-Bigband (Parcifal Goes Habanna).
Le pianiste Martin Tingvall l'a fait entrer dans le Tingvall Trio en 2003, avec lequel il a fait des tournées internationales. En tant que musicien de studio, il a également travaillé avec Daniel Irigoyen, Jan Degenhardt, Wolf Biermann, Ilukan Y Su Tanda Mayor et Sandy Lacera.
Il joue également dans le trio de Christoph Buse au côté de Stephan Emig.
En 2017, il remplace Matthias Akeo Nowak au sein du trio allemand Triosence.
Il vît à Hambourg, en Allemagne, depuis 1994.

## Prix et récompenses
En 2009, Rodriguez Calvo avec l'Ensemble Classica Cubana a reçu le prix de musique allemand ECHO Klassik dans la catégorie "Klassik ohne Grenzen". Avec le Tingvall Trio 2010, il a reçu un ECHO Jazz dans la catégorie "Ensemble de l'année national". En 2011, il s'est également vu décerner le Hamburg Music Prize HANS dans la catégorie "Hamburg Production of the Year" avec le Tingvall Trio. En 2012, il a reçu l'ECHO Jazz avec ce trio dans la catégorie "Ensemble de l'année national" et comme "Live-Act de l'année".

## Discographie
- 1992 Carlos Mazas: Zapatos Kiko (EMI)
- Ben Lierhouse Project: Parsifal Goes La Habana (Gateway4m 2003, mit Tim Rodig, Ramón Valle, Wolf Kerschek u. a.)
- 2003 Ramón Valle Trio: No Escape (ACT 2003; avec Liber Toriente)[1]
- 2007 Classica Cubana (2007 avec Joaquín Clerch, Pancho Amat, Anette Maiburg, Alexander Raymat)
- 2009 Leon Gurvitch: Eldorado
- 2009 Antonio Vito: Libra
- 2010 Wolf Kerschek & Matthias Höfs: Adventures of a Trumpet
- 2013 Christoph Busse Quartet: The Little Blue (Laika)
- 2017 Triosence Hidden Beauty (Sony BMG) CD et vinyle (double)